# Вид на убийство
«Вид на убийство» (англ. A View to a Kill) — четырнадцатый фильм о похождениях британского суперагента Джеймса Бонда — героя произведений Яна Флеминга; премьера состоялась в июне 1985 года. В этом фильме Роджер Мур и Лоис Максвелл сыграли Бонда и Мисс Манипенни соответственно в последний раз.

## Сюжет
В прологе фильма Бонд, выполняя задание в Сибири, обнаруживает тело погибшего агента 003. Он забирает микрочип, с трудом отбивается от советских офицеров, уничтожает патрулирующий вертолёт и при содействии помощницы покидает территорию СССР.
В Лондоне Бонд, М, Q и министр обороны Великобритании заключают, что привезенная микросхема идентична той, что изготавливают на заводе крупного промышленника Макса Зорина, в прошлом агента КГБ. Подозревая, что русские хотят устроить через него очередную провокацию, сотрудники MI6 решают проследить за ним на скачках в Париже. Там они замечают, что конь Зорина, Пегас, выигрывает заезд на самых последних секундах. Комиссия никаких следов допинга не обнаружила. Французский клуб жокеев нанимает частного детектива, чтобы тот разобрался в этом. Бонд встречается с ним в ресторане на Эйфелевой башне, но разговор был совсем недолог: детектива убивает любовница Зорина, Мэйдей. Бонд гонится за ней по башне, а затем по всему Парижу, круша всё вокруг, но безуспешно.
М отчитывает Бонда, поскольку операцию планировалось провести тихо. От детектива 007 успел узнать, что Зорин будет проводить торги лошадей. Он отправляется туда под чужим именем с помощником Годфри Тиббетом, ученым-иппологом. Там он знакомится с Зориным и мягко намекает ему на его причастность к убийству детектива. Также он замечает на торгах девушку Стейси Саттон, которой Зорин дал чек на 5 миллионов долларов.
Ночью Бонд и Тиббет проникают в секретную лабораторию в конюшне Зорина и устанавливают причину побед Пегаса: при помощи микросхемы коню вводится вещество, снимающее усталость. Их замечают охранники. Бонд и Тиббет нейтрализуют их и покидают конюшню.
Зорин быстро узнает о проникновении в лабораторию и приглашает Бонда к себе в кабинет, якобы помочь выбрать ему лошадь для покупки. Там Макс устанавливает личность Бонда. Тиббет едет в город узнать информацию о девушке Саттон, но его убивает Мэйдей. Тем временем, Зорин приглашает Бонда на скачки и ставит условие, что если Бонд удержится на лошади, то получит её бесплатно. В ходе забега Зорин активирует микросхему, и лошадь Бонда сходит с дистанции. Заметив машину Тиббета, Бонд пытается удрать, но обнаруживает там Мэйдей и мертвого Годфри. Зорин догоняет и разоблачает Бонда. Начальник охраны Скарпин оглушает Джеймса и сажает рядом с Тиббетом в автомобиль, который Мэйдей топит в пруду. Пришедший в себя Бонд спасается при помощи воздуха из колеса. Зорину наносит визит генерал КГБ Гоголь и отчитывает его за несанкционированную ликвидацию агента 007. Словесная полемика чуть не приводит к перестрелке. Гоголь сообщает Зорину, что КГБ никто по своей воле не покидает, после чего уходит.
Бонд прибывает в Сан-Франциско и встречается там с агентом ЦРУ Чаком Ли. Тот рассказывает, что Зорин является продуктом генетических экспериментов доктора фашистской Германии Карла Мортнера, ныне помощника Зорина. Большинство детей погибало, а выжившие вырастали гениями, но психопатами. Также выясняется, что одна из нефтяных скважин Зорина мешает деятельности ловцов крабов. Бонд проникает туда и узнает, что Зорин зачем-то выкачивает воду. Там же работают два агента КГБ, один из которых гибнет, попав в руки людей Зорина. Вторым агентом оказалась Поля Иванова, которая ранее пересекалась с Бондом. Встретившись, оба агента занимаются любовью. Бонд похищает у неё кассету с записями разговоров Зорина и узнает о том, что совсем скоро состоится операция «Главный удар».
Чтобы разузнать о деятельности Зорина дополнительную информацию, Бонд под видом журналиста идёт в мэрию. У сотрудника департамента по ресурсам мистера Хоу он узнает, что Зорин весьма дорог мэрии как инвестор. В мэрии Бонд замечает Стейси Саттон. Он выслеживает её и проникает к ней в дом, где Стейси берет его под прицел, решив, что он — человек Зорина. В этот же момент в дом проникают уже реальные люди Зорина, которых Бонд прогоняет. От Стейси он узнает, что она унаследовала нефтяной бизнес, который незаконно отнял у неё Зорин, пытаясь впоследствии откупиться пятью миллионами долларов. Стейси хоть и приняла чек, но после разговора с Бондом рвет его.
Следующим днем Стейси увольняет мистер Хоу после расспросов о Зорине. Вечером Бонд вместе с ней встречается с Чаком Ли, которого позже убивает Мэйдей. Бонд и Стейси проникают в мэрию, чтобы узнать намерения Зорина. Но Зорин сам их выслеживает. Взяв их на мушку, он идет к мистеру Хоу и требует вызвать полицию, после чего убивает его. Бонда и Стейси он запирает в лифте и устраивает в шахте пожар. Бонд спасает девушке жизнь и попадает в руки полиции Сан-Франциско. Отбившись от них, Бонд угоняет пожарную машину и покидает город вместе со Стейси.
Утром они проникают на подземную шахту Зорина под видом рабочих и выясняют конечные намерения Макса: при помощи взрывчатки устроить землетрясение, которое затопит главного конкурента Зорина — Кремниевую долину, что позволит Зорину стать абсолютным монополистом. Бонда и Стейси выслеживает Мэйдей, как вдруг Зорин вероломно устраивает взрыв и убивает большую часть своих людей. Стейси спасается и выходит на землю. Бонд и Мэйдей, перешедшая на его сторону, вытаскивают бомбу, которую Мэйдей вывозит на землю, ценой своей жизни.
Зорин, собравшийся удрать вместе с Мортнером и Скарпином на дирижабле, похищает Стейси как свидетеля. Бонд рвется её спасать и цепляется за трос дирижабля, который привязывает к мосту Сан-Франциско, не давая злодеям улететь дальше. Стейси оглушает Скарпина и Мортнера, а Зорин вступает в схватку с Бондом, которую проигрывает и разбивается о воду. Мортнер пытается убить Бонда при помощи взрывчатки, но Джеймс успевает отрубить трос, и Мортнер со Скарпином также погибают, не успев выбросить взрывчатку.
Прилетевший в Лондон генерал Гоголь сообщает М, что награждает Бонда Орденом Ленина и замечает, что КГБ нисколько не заинтересовано в уничтожении Кремниевой долины, поскольку без неё было бы трудно советской науке. Гоголь хотел бы видеть Бонда лично, однако M сообщает, что Бонд пропал. Тем временем Q обнаруживает его в доме Стейси, где Джеймс уединился с ней в душе.

## В ролях
| Актёр              | Роль                                                              |
| ------------------ | ----------------------------------------------------------------- |
| Роджер Мур         | Джеймс Бонд                                                       |
| Кристофер Уокен    | Макс Зорин                                                        |
| Таня Робертс       | Стейси Саттон                                                     |
| Грейс Джонс        | Мэйдэй                                                            |
| Патрик Макни       | сэр Годфри Тиббетт                                                |
| Патрик Бошо        | Скарпайн                                                          |
| Дэвид Ип           | Чак Ли агент ЦРУ                                                  |
| Уиллоуби Грей      | доктор Карл Мортнер                                               |
| Фиона Фуллертон    | Поля Иванова                                                      |
| Мэннинг Редвуд     | Боб Конли                                                         |
| Элисон Дуди        | Дженни Флекс                                                      |
| Роберт Браун       | M                                                                 |
| Десмонд Ллевелин   | Q                                                                 |
| Лоис Максвелл      | Мисс Манипенни                                                    |
| Джеффри Кин        | Фредерик Грей министр обороны                                     |
| Уолтер Готелл      | генерал Гоголь                                                    |
| Дэниэл Бензали     | У. Г. Хоу чиновник в мэрии Сан-Франциско                          |
| Мари Стэвин        | Кимберли Джонс агент МИ-6                                         |
| Богдан Коминовский | Клоткофф агент КГБ                                                |
| Дольф Лундгрен     | Венц телохранитель Гоголя                                         |
| Сева Новгородцев   | пилот вертолёта                                                   |
| Жан Ружери         | Ашиль Обержин французский частный детектив                        |
| Мод Адамс          | женщина в толпе на рыбацкой пристани (камео; в титрах не указана) |

## Гонорары
- Роджер Мур — 5 000 000 $ (+5 % от прибыли). Итого общий гонорар составляет 7 515 000 $.[1]

## Факты
- Последний фильм Бондианы с участием Роджера Мура и Лоис Максвелл, актёрам на момент выхода фильма было уже 58 лет. В силу возраста Мур уже не мог выполнять многие трюки самостоятельно, поэтому его подменяли дублеры.
- Главный оппонент Бонда в фильме носит фамилию Зорин в честь известного в том числе и на Западе в 70-80-х годах советского политического обозревателя Валентина Зорина.
- Роль пилота советского вертолета в прологе к фильму исполнил известный радиоведущий-эмигрант из СССР Сева Новгородцев.
- В конце фильма генерал КГБ Гоголь награждает Бонда орденом Ленина, говоря при этом, что агент 007 — первый иностранец, удостоенный этой награды. Однако орден Ленина с момента своего появления неоднократно вручался иностранным гражданам (в том числе и британским подданным), а первым иностранцем, им награжденным, считается немецкий инженер Иоганн Георг Либкхард (08.02.1931).[2]
- В ходе опроса, проведённого музыкальным ресурсом Gigwise Архивная копия от 24 сентября 2019 на Wayback Machine среди своих читателей, композиция «A View To A Kill» группы Duran Duran признана лучшей заглавной композицией к фильмам о приключениях суперагента Джеймса Бонда[3].
- В Кремниевой долине находятся только офисы и лаборатории научных разработок, но не производство. Ни одна из высокотехнологичных компаний не производит тут микросхемы, всё производство находится в Юго-Восточной Азии и Китае.

## Саундтрек
Группа Дюран Дюран и Джон Барри записали заглавную песню A View To A Kill к одноимённой бондиане. Запись проходила в Лондоне с оркестром состоящим из 60 человек. Сингл был выпущен в мае 1985 года, а 13 июля он занял первое место в чарте Billboard Hot 100 США, и по состоянию на 2014 год остается единственной темой Бонда, которая сделала это.
Ещё одним запоминающимся музыкальным фоном в 14-м фильме о спецагенте 007 стала кавер-версия песни Beach Boys 1965 года «California Girls» в исполнении Gidea Park.

## Награды
- 1986 год — Премия «Золотой глобус» за лучшую песню — «A View to a Kill»
- 1986 год — Премия «Золотая малина» за худшую женскую роль (Таня Робертс)